# Gerulata
Gerulata római katonai segédcsapat-tábor (castellum) volt a Duna jobb partján, Pannonia provinciában, a mai Oroszvár területén. 2021 óta A Római Birodalom dunai limese világörökségi helyszín része.

## Elhelyezkedése

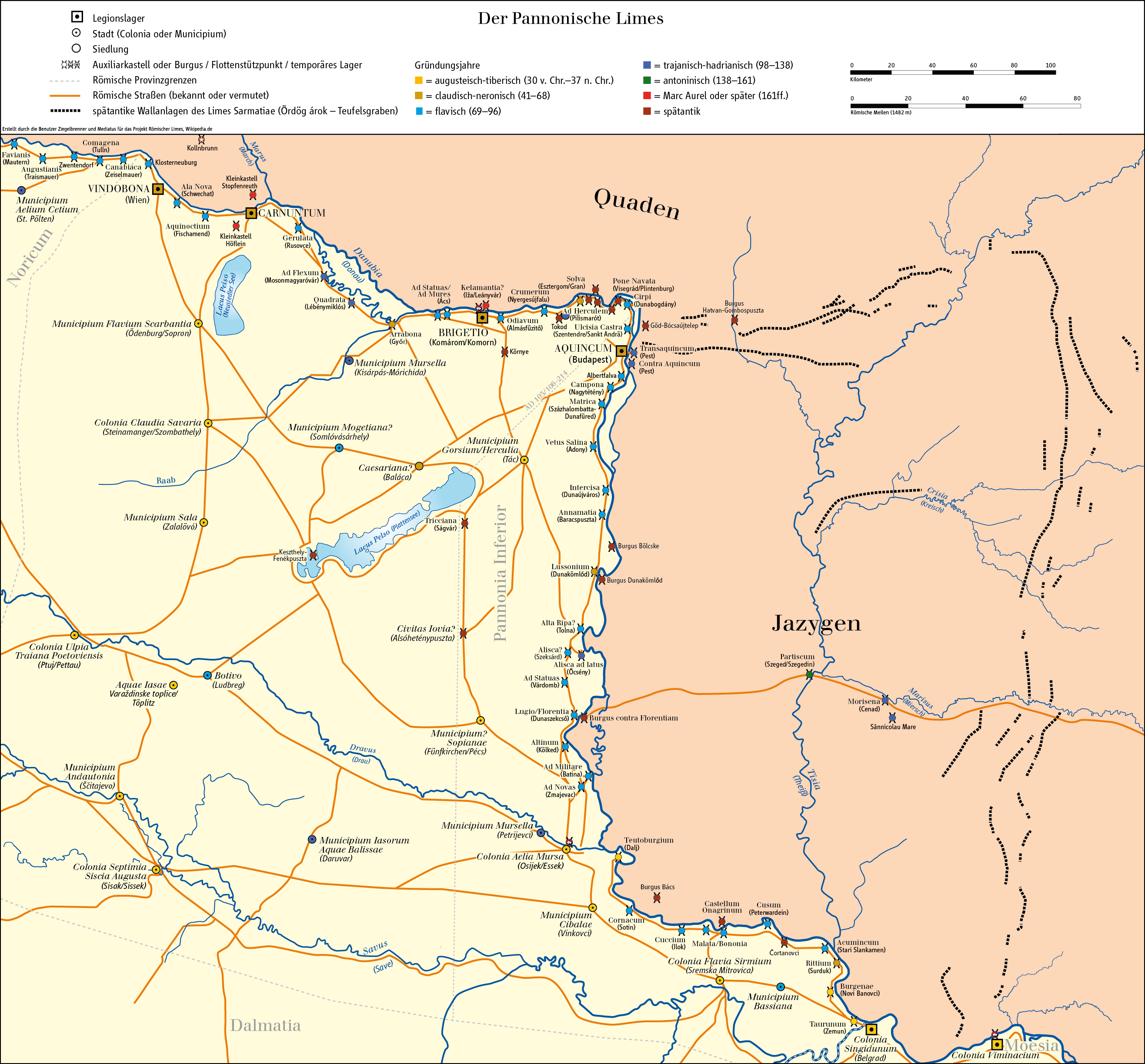
Gerulata elhelyezkedése Pannoniában

A tábor maradványai a ma Szlovákiában található, Pozsonyhoz tartozó Oroszvár városrész területén fekszenek. Gerulata a Carnuntumból Arrabonába tartó limesút mentén helyezkedett el, Carnuntum és Ad Flexum között. A Duna a Dévényi-kapun át lép be a Kárpát-medencébe, ahol folyása lelassul és ágakra szakad. Nem ismerjük a római kor vízrajzi viszonyait, de a körülmények a folyószabályozások előtt, a 18. században Mikovinyi Sámuel által készített térképen ábrázolt vízrendszerhez hasonlóak lehettek. Ekkor Pozsony mintegy ötven kisebb szigeten helyezkedett el, a várostól délre pedig mellékágak sűrű rendszere alakult ki. A vízből kiemelkedő egyik homokdűnén épült a római tábor. Az Oroszvár közelében ma található 3 méteres természetes eredetű mélyedések arra utalnak, hogy egykor a folyó főága (mely ma egy kilométerrel keletebbre van) a mai település területén, vagyis közvetlenül a katonai tábor mellett húzódhatott.

## Kutatása
Gerulata katonai táborát több ókori írásos forrás is említi (Itinerarium Antonini,  Notitia dignitatum, Tabula Peutingeriana), valamint több szerző (Tacitus, Paterculus, Plinius) is utal rá. Bár reneszánsz kori térképek is jeleztek romokat Pozsonytól délre, ezeket a 19. század végéig nem azonosították a Gerulata névvel. Richard Pococke és Jeremiah Miller angol utazók 1737-es leírása említi, hogy Pozsony után, Karlburg (Oroszvár) községnél római falak maradványait találták. 1777-ben Bél Mátyás szintén leírta a maradványokat.
Az első régészeti kutatást a mosonmagyaróvári múzeum teremőre, Sőtér Ágost végezte a 19. század közepén. Az 1940-es évek elején a Nemzeti Múzeum végzett feltárást a területen, de Oroszvár a párizsi békeszerződéssel, 1947-től Csehszlovákiához került. Ez után Ľudmila Kraskovská és Vojtech Ondrouch folytatták a kutatásokat. Ekkor még csak a települést ismerték, az erőd maradványai a dunai töltés megerősítéséhez kapcsolódó földmunkák során került elő a Bergl domb alól az 1960-as évek elején. Ezt követően Ján Dekan, Ľudmila Kraskovská, Magda Pichlerová és Ladislav Snopko vezetésével megkezdődtek a részletes feltárások. 1998-ban és 2000-ben került a felszínre a palánktábor 27 méter hosszú íve, melyet kettős árok övezett.

## Története

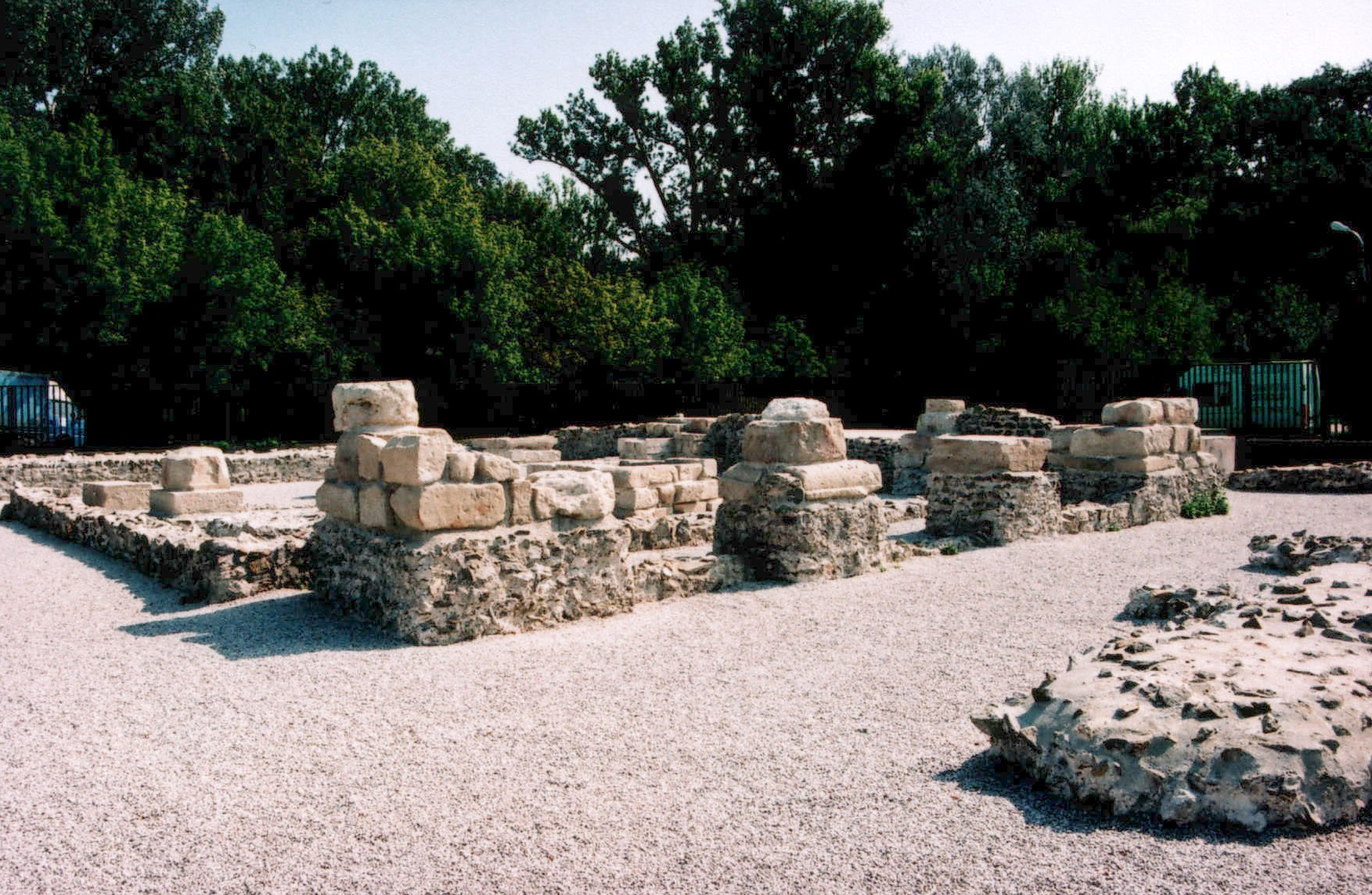
A torony maradványai

Gerulata legrégebbi katonai tábora az 1. század második felében, a Flavius-dinasztia uralkodása alatt épült ki. A tábort cölöpsor (palánk) és kettős árok vette körül. Építője a cohors V Lucensium Callaecorum vagy a legio XV Apollinaris valamelyik segédcsapata lehetett. Belsejében laktanya épületeket és kemencéket azonosítottak, melyek Traianus uralkodása alatt pusztultak el. 
A 2. század első felében a táborban az ala I Cannenefatium tartózkodott. Őket s germániai Lopodunból helyezték át Pannoniába. Sírkövek és oltárok néhány katona nevét is megőrizték: Mauretaniában esett el Adiutor, kürtösük Flavius Attius volt, Marius Firmus pedig az egység parancsnoka volt. Más provinciákban előkerült feliratok említik Gavius Balbus P. és Creperius Paulus L nevét. A prefektus szolgái Aelius Tutor, Titus Falvius Surilio, Titus Magnis, Marcus Antonius Julianus voltak. Az egység tagjai 138 és 146 között megkapták a római polgárjogot.
A tábort valamikor a 2. század közepén átépítették, kőfalakat kapott. Ez még a markomann háborúk előtt történhetett, Traianus, Hadrianus vagy Antoninus Pius uralkodása idején (117-161 között). A markomann háborúk idején feltehetően megrongálódott vagy elpusztult. A harcokban itt vetették be a legio II Adiutrix és a legio II Italica egyes egységeit is. A tábort majd a 2. század végén vagy a 3. század elején építették újjá. Az építkezésekben a táborban állomásozó egységek katonái vettek részt. Közülük ismerjük a vindobonai legio X Gemina et Pia Fidelis, a carnuntumi legio XIV Gemina nevét. Miután az ala I Cannenefatium-ot Afrikába helyezték át, Gerulata helyőrsége valószínűleg az önkéntes római polgárokból álló cohors XIIX Voluntariorum Civium Romanorum volt. A 2-3. században a cohors Aelia Sagittariorum íjászokból álló segédcsapata is itt tartózkodott.
A 4. században Róma katonai erejének csökkenése miatt itt is feladták a tábor eredeti területének jelentős részét és egy későrómai kiserődöt alakítottak ki az egykori tábor északi sarkában. A munkálatokhoz köthető Tempsonius Urscinius nevű tiszt, aki Valentinianus császár idején vezette a gerulatai csapatokat. A század végén pedig egy lovas íjász egységről (equites sagittarii) tesz említést egy korabeli forrás. A tábor pusztulásának idejét nem ismerjük, az feltehetően a többi pannoniai castellumhoz hasonlóan az 5. század első harmadában következett be.

## Leírása
A katonai tábor a Bergl dombnál, a mai evangélikus templom és az étterem között helyezkedett el, a falu a Balkáni és Kovács utcától az Irkutszki térig húzódott, a temetők pedig ennek nyugati és déli oldalán kaptak helyet. 

### A katonai tábor

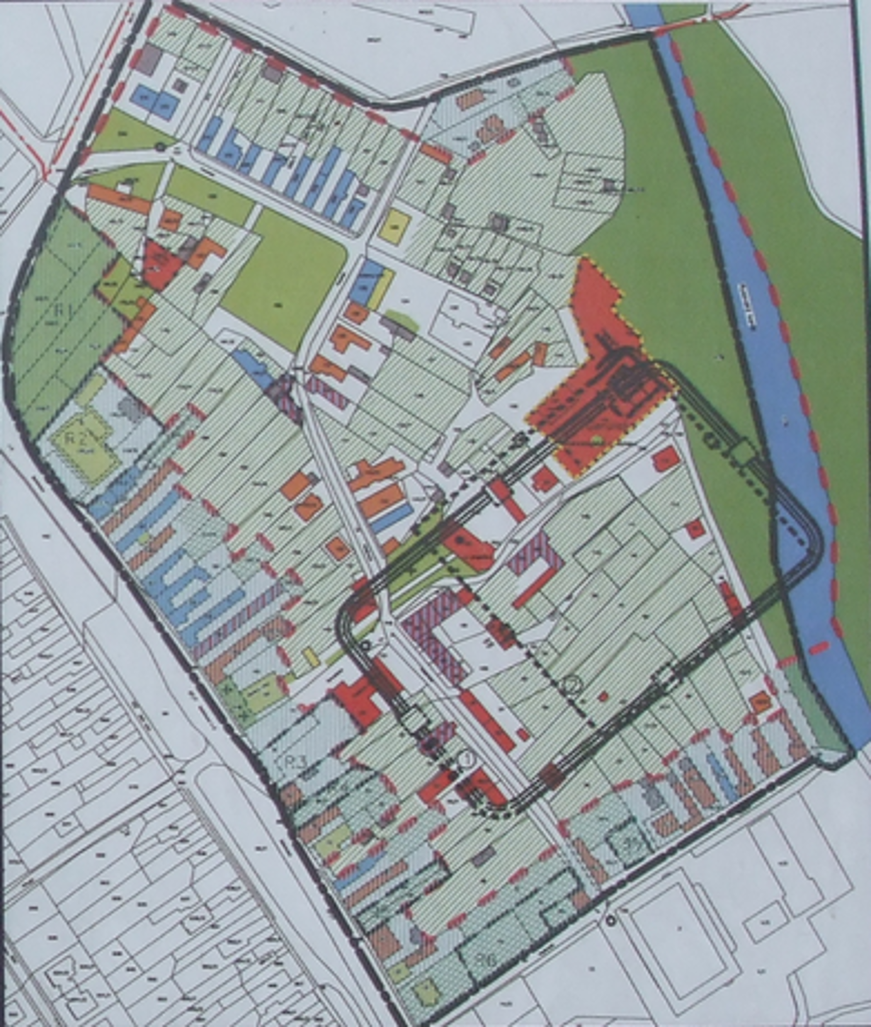
A tábor elhelyezkedése a mai településen

A tábor a többi római castellumhoz hasonlóan téglalap vagy négyzet alakú lehetett. Bejáratát négy kapu alkotta, melyek a négy oldal közepén helyezkedtek el. Utcahálózata szabályos volt.  Főútja, a főkaputól (porta praetoria) induló via praetoria vezetett a középen lévő parancsnoki épülethez (principia). Innen a via decumana ment tovább a porta decumanához (hátsó kapu). A főutat középen derékszögben metszette a via principalis, mely a két oldalsó kaput (porta principalis dextra és sinistra) kötötte össze. A principia közelében állt a questorium (intézői hivatal), távolabb mezőgazdasági raktárak, műhelyek istállók és a legénységi barakkok helyezkedtek el. Ezekhez fűtési rendszer és csatornahálózat is tartozott és a tábor területén fürdőt is kialakítottak.
A kőtábor a korábbi palánktábornál kisebb területen helyezkedett el. Mérete pontosan nem állapítható meg, mert keleti sarkát elmosta a Duna. Az erőd nyugati fala 2,2 méter magas, talapzatán 3,2, felül 2,4 méter széles. Északi sarkában épült ki a későrómai kiserőd, melynek építéséhez korábbi sírköveket, oltárköveket is felhasználtak.

### A falu

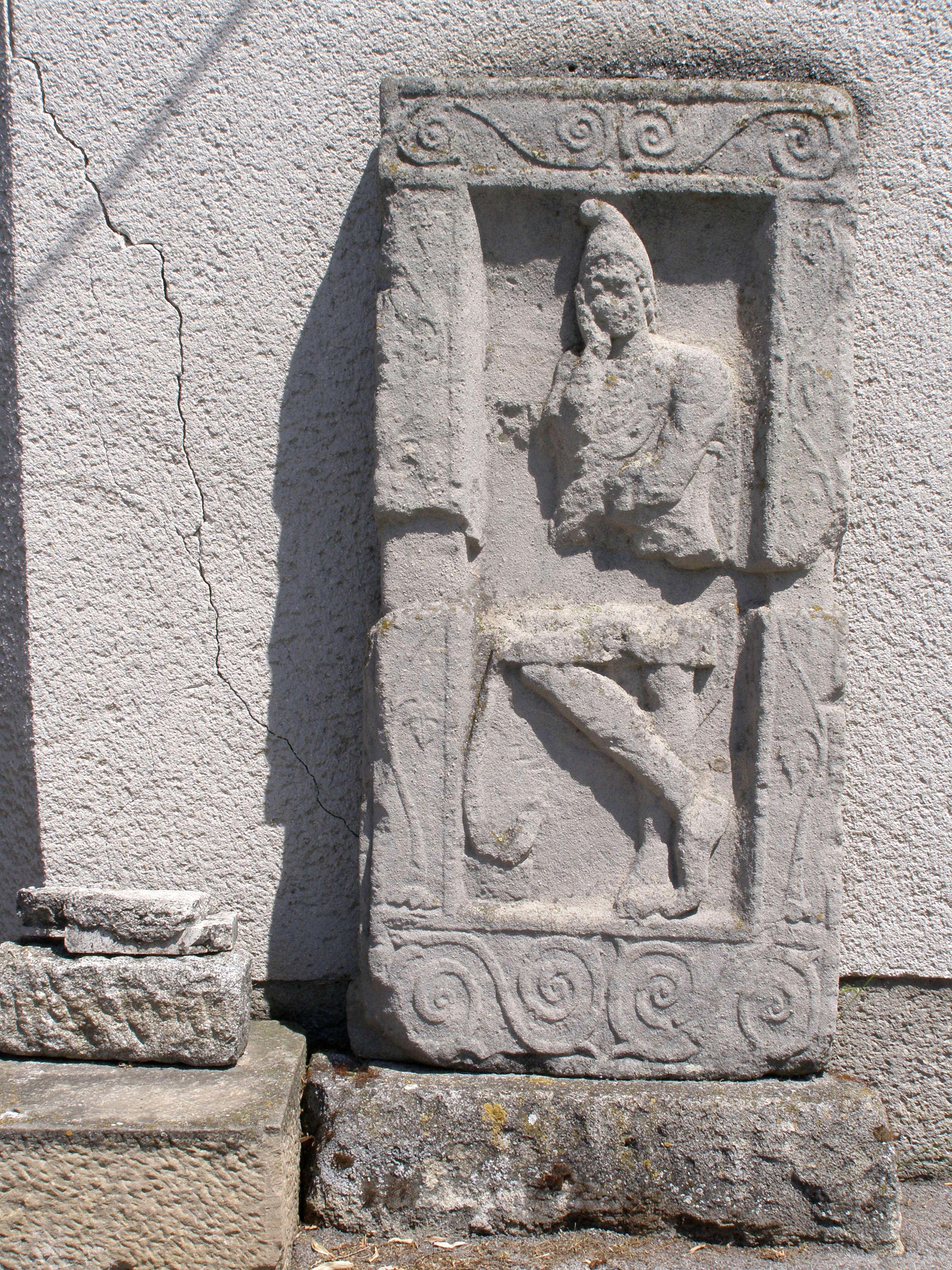
Dombormű a múzeum bejáratánál

A katonai táborok közelében mindenhol polgári települések is kialakultak. A falu lakói a katonák ellátásából éltek, vagyis főleg kereskedők, kézművesek voltak. Ezért itt vendéglők, üzletek, műhelyek és templomok épültek.
A polgári település három oldalról vette körül a katonai tábort. Kutatását megnehezíti, hogy romjai a mai település alatt találhatók, így csak építkezésekkor kerülhetnek elő új leletek. A legértékesebb egy Mithrasz-kultuszhoz használt spirál alakú edény töredéke. A tábortól észak, Carnuntum felé haladó út mentén falfestményekkel díszített tégla- és kőépületek alapjait, szennyvízcsatorna és padlófűtés maradványait tárták fel. A falutól délre egy villagazdaság nyomait is felszínre kerültek, mely feltehetően mezőgazdasági termékekkel látta el a katonákat.

### Temetők

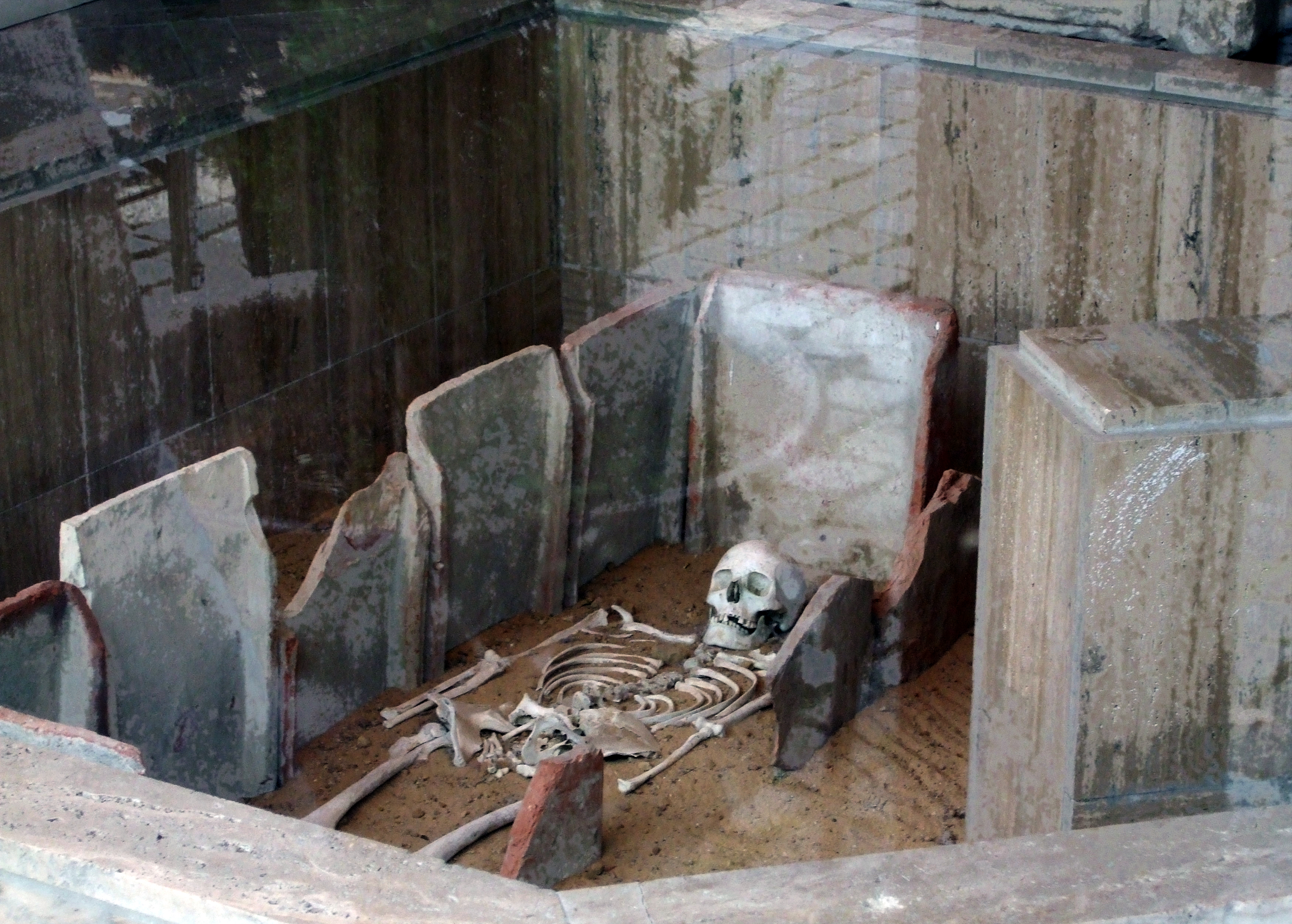
Csontvázas sír a múzeumban

A tábor és a település környékén öt temetőrészletet tártak fel a régészek, melyek a kivezető utak mentén helyezkedtek el. A legkorábbi időszakban, az 1. század végén és a 2. század elején a II. számú temetkezési helyet használták. A korai temetőkben hamvasztásos, a későbbiekben csontvázas temetkezést folytattak.
A hamvakat a szabad földbe vagy urnába helyezték. A hamvasztás történhetett a sírgödörben vagy egy erre kijelölt hamvasztóhelyen. A gyerekeket, fiatalokat és valószínűleg a szegényeket és rabszolgákat a korai periódusban is inkább hamvasztás nélkül temették el. A később általánossá váló csontvázas temetkezések során szabad földbe is temettek, az épített sírok pedig lehettek kőszórásos, téglatetős vagy teljesen téglából épült típusúak. Szarkofágból csak egy került elő.
A sírokhoz tartozó kőlemezek között Attiduszt és két griffmadarat ábrázoló töredék is előkerült, valamint egy nagy méretű festett dombormű Daidalosz és Ikarosz történetének bemutatásával.

## Bemutatása
A Pozsonyi Városi Múzeumhoz tartozó Antik Gerulata tárlat szabadtéri kiállítóhelyen mutatja be az erőd és a későbbi kiserőd feltárt maradványait, az értékesebb leletek (sírkövek, oltások, sírmellékletek) pedig zárt kiállítóhelyen tekinthetőek meg.